# Institutos para el Logro del Potencial Humano
Los Institutos para el Logro del Potencial Humano (The Institutes for the Achievement of Human Potential) son una organización sin ánimo de lucro que proporciona programas de enseñanza y bibliografía que, según dicha organización, mejoran la salud y el desarrollo neurológico tanto de niños normales como de niños que hayan sufrido una lesión cerebral. Aunque tiene el apoyo de algunas personas famosas (como Linus Pauling y Liza Minnelli), los programas de estos institutos han sido muy criticados. Según la Academia Estadounidense de Pediatría, el patrón de tratamiento del instituto se basa en una teoría del desarrollo del cerebro simplista y pasada de moda, su efectividad no es compatible con una medicina basada en evidencias, y su uso está injustificado.

## Historia
Fundados en 1955, los Institutos para el Logro del Potencial Humano (o IAHP por sus siglas en inglés, y también conocidos como The Institutes) están situados en un barrio del noroeste de Filadelfia (Pensilvania). Su fundador, Glenn Doman (un terapeuta físico), junto con Carl Delacato (un psicólogo educativo), desarrolló un nuevo enfoque para el tratamiento de niños con lesión cerebral, publicado en 1960 en la revista JAMA (Journal of American Medical Association).
Su trabajo se basó en las ideas del neurofisiólogo Temple Fay, quien fuera jefe del Departamento de Neurocirugía de la Temple University Medical School y presidente de la Sociedad Neurológica de Filadelfia.
Fay creía que el cerebro infantil se desarrolla (tal y como se da en la evolución de las especies) a través de etapas de desarrollo similares a un pez, un reptil, un mamífero y, finalmente, un humano. Esta idea, resumida en la frase «la ontogenia recapitula la filogenia», o también conocida como la «teoría de la recapitulación», se considera obsoleta por los biólogos de la corriente moderna.
El IAHP asegura que las lesiones cerebrales en un determinado nivel de desarrollo neurológico impiden un futuro progreso.
El IAHP afirma que sus terapias se basan en la teoría de la neuroplasticidad, o la inherente capacidad del cerebro para crecer tanto funcional como anatómicamente. Afirma que la medicina tradicional ha intentado tratar con medicación a los niños con daño cerebral, y que dichos medicamentos pueden tener efectos secundarios negativos. El IAHP reivindica que, debido a la neuroplasticidad, sus programas de estimulación sensorial pueden hacer crecer físicamente el cerebro y mejorar la función neurológica de los pacientes. Otro aspecto de las teorías del IAHP es que la falta de oxígeno en el cerebro es una causa fundamental de muchos problemas en niños con lesiones cerebrales.
El IAHP afirma que su programa incluye técnicas que mejoran el suministro de oxígeno y que ese aumento en el oxígeno que llega al cerebro ayuda a sus pacientes a recuperarse.[cita requerida]
En 1974, Glenn Doman publicó el libro What to do about your brain-injured child (‘qué hacer con su hijo con lesión cerebral’) que describe las ideas y las técnicas utilizadas por el IAHP. El subtítulo del libro «for your brain-damaged, mentally retarded, mentally deficient, cerebral-palsied, epileptic, autistic, athetoid, hyperactive, attention deficit disordered, developmentally delayed, down’s child» lista las muchas condiciones que el autor consideraba que estaban comprendidas en el concepto «con lesión cerebral», el término preferido por el IAHP. Desde 1964, Glen Doman (más tarde también Janet y Douglas Doman) también ha publicado una serie de libros en la Gentle Revolution Series, una línea de libros para padres de niños normales, que abarca temas como la lectura, matemáticas, inteligencia, y natación. Los programas de «bienestar infantil» son un aspecto importante del material de promoción del IAHP, de su bibliografía y de su sitio web.

## Programas

### Programa para los niños con lesión cerebral
Antes del inicio de un programa del IAHP para un niño con lesión cerebral, sus padres asisten a un seminario de cinco días titulado «What to do about your brain-injured child course». El IAHP afirma que este curso ofrece a los padres una buena base para la comprensión de sus programas. Este curso se imparte en Filadelfia, Italia, Japón, México y Singapur.
El programa para los niños con daño cerebral incluye:
- Patterning (generación de patrones): manipulación de las extremidades y de la cabeza de manera rítmica
- Creeping (arrastrar): movimiento corporal hacia adelante con el abdomen en contacto con el suelo
- Crawling (gateo): movimiento corporal hacia adelante con el abdomen levantado del suelo
- Estimulación receptiva: estimulación visual, táctil y auditiva
- Actividades expresivas: por ejemplo, recoger objetos
- Máscara: respirar en una máscara de reinhalación para aumentar la cantidad de dióxido de carbono inhalado, lo que se cree que aumenta el flujo sanguíneo cerebral
- Brachiation: balanceo en una barra o escalera vertical
- Actividades de gravidez e ingravidez: laminación, dar volteretas y estar colgado boca abajo

El programa es muy intenso y diseñado para ser utilizado por un progenitor a tiempo completo en casa. «Patterning» (generación de patrones) es tal vez la técnica clave. El IAHP afirma que «si tenemos que poner todo lo que hacemos en un gancho, un patrón no es un mal lugar para colgar nuestro sombrero» y que «si estos patrones se aplican con rigor, en un horario específico, y son realizados con celo, los niños con lesiones cerebrales mejoran». El IAHP tiene su propio perfil de desarrollo que se utiliza para medir el grado de capacidad o discapacidad de un niño y para supervisar su progreso. El IAHP cree que el orden del desarrollo del cerebro ocurre como etapas superiores del cerebro puestas sucesivamente en juego.

### Programas para niños sanos
El IAHP también ofrece programas y bibliografía para los padres de niños sanos. Glenn Doman considera que, dado que el desarrollo neurológico de los niños con lesión cerebral puede acelerarse, lo mismo debe ser cierto para los niños sanos. El IAHP proporciona una serie de libros y kits de educación temprana llamados «Gentle revolution series», los cuales señalan que su uso acelerara el desarrollo de niños sanos. Por ejemplo, un programa es «How to teach your baby to read» (‘cómo enseñar a su bebé a leer’).[cita requerida]
El IAHP imparte un seminario de una semana llamado «How to multiply your baby's intelligence course» (‘curso para multiplicar la inteligencia de su bebé’), que muestra niños educados con los métodos del IAHP. El IAHP afirma que en el curso «los padres aprenden cómo enseñar a sus hijos a leer, a aprender un idioma extranjero... las matemáticas y a apreciar la música. Los padres aprenden sobre desarrollo sensorial y motor y los fundamentos de un buen programa nutricional para la familia».

### Tratamiento de la epilepsia
El IAHP pide que a todos los niños con lesiones cerebrales se les vaya retirando gradualmente la medicación con anticonvulsivos. Afirma que los ataques son un «acto reflejo natural de defensa ante una amenaza letal para el cerebro», pero que los ataques en sí no son directamente perjudiciales para el cerebro. En lugar de medicar a los niños con anticonvulsivos, el IAHP reclama que los recursos deben dirigirse a «la elaboración de métodos y de agentes bioactivos que promuevan la neuroplasticidad», la capacidad del cerebro para crecer y cambiar.
El IAHP afirma que el estado epiléptico puede ser causado por los propios anticonvulsivos y que sería mejor que no se medicara con ellos. En cambio, cree que las convulsiones pueden ser reducidas o eliminadas mediante el programa «masking» (enmascaramiento), que afirma que reduce periódicamente el consumo de oxígeno y aumenta la ingesta de dióxido de carbono. El IAHP afirma también que las convulsiones pueden reducirse disminuyendo la ingesta de sal y líquidos, mediante los suplementos de calcio, magnesio y piridoxina, así como mediante una dieta y un medio ambiente saludables.

## Evaluación científica
En 1968, el Comité sobre Niños con Discapacidades (de la Academia Estadounidense de Pediatría) alertó en relación con el «patterning», uno de los tratamientos del IAHP para los niños con lesión cerebral,
y de nuevo en 1982.
Su más reciente declaración de política de precaución fue en 1999, reafirmada en 2002 y 2005. Decía lo siguiente:

Esta declaración revisa el «patterning» como tratamiento para niños con problemas neurológicos. Este tratamiento se basa en una teoría del desarrollo del cerebro anticuada y simplista. La información actual no apoya las reivindicaciones de sus promotores de que este tratamiento sea eficaz, y su uso sigue siendo injustificable.... Las demandas y expectativas depositadas en las familias son tan grandes que, en algunos casos, sus recursos financieros puede ser reducidos sustancialmente y los padres y las relaciones entre padres y hermanos pueden verse sometidas a estrés.

Desde 1960 el IAHP ha venido publicando múltiples estudios para demostrar la efectividad del programa. Estos estudios, en su revisión, no han resistido el escrutinio científico y no han sido reproducidos por otras fuentes.
En 1978, Sara Sparrow (profesora emérita y científico de investigación sénior en Yale Child Study Center) y Edward Zigler (profesor emérito del Departamento de Psicología de la Universidad de Yale, uno de los principales arquitectos del programa federal «Head Start» de EE.UU. y receptor del premio «Outstanding Lifetime Contribution To Psychology» de la APA en el 2008) realizaron una evaluación de la utilidad del «patterning» como tratamiento para niños con retraso. Llegaron a la conclusión de que no se encontró evidencia de una mejora superior a la esperada en niños que reciben atención o de la que se espera de cualquier niño cuando madura; el método «patterning» no se puede recomendar para niños gravemente retrasados.
En 1981, Zigler escribió un editorial titulado «Un motivo para poner fin a la utilización del patterning para niños con retraso», que hizo hincapié en el efecto nocivo que tiene el tratamiento por el aumento de falsas expectativas y del sentimiento de culpa de los padres.
Según Edward Zigler y Robert Hodapp, en su libro Understanding mental retardation (‘comprensión del retraso mental’), el método Doman-Delacto tiene defectos importantes:
- La teoría de la recapitulación en la que se basa, ha sido descartada por las ciencias naturales.
- La sugerencia, de que el desarrollo motor tiene etapas que dependen de acontecimientos anteriores, no está respaldada por pruebas.
- No hay evidencia de que los movimientos pasivos de un niño, obligado a participar en movimientos de gateo, afecten a su organización neurológica.
- A los niños que voluntariamente realizan una actividad (como sentarse o caminar) antes de dominar las etapas anteriores se les impide hacerlo, posiblemente perjudicando al niño.
- El único trabajo científico publicado por Doman sobre «patterning» (en 1960) contiene muchos errores metodológicos y de sobrestimación de los resultados. El estudio no tenía grupo de control, lo que le impidió comparar con niños que de manera natural, muestran algunos avances de desarrollo con el tiempo. Cuando científicos independientes compararon los resultados con los progresos realizados por niños no tratados, los resultados del «patterning» no fueron nada especiales.
- El «patterning» puede ser perjudicial para sus participantes (los padres experimentan sentimientos de culpa por no poder alcanzar el programa intensivo que se requiere) y para otros miembros de la familia (debido a la desatención que sufren).
- Es cruel ofrecer esperanza a través de un programa, que es imposible de llevar a cabo plenamente.

Además de la Academia Estadounidense de Pediatría, otras organizaciones que han emitido declaraciones de advertencia acerca de las afirmaciones de la eficacia de esta terapia.
Estos incluyen el comité ejecutivo de la Academia Estadounidense de Parálisis Cerebral, la Asociación de Parálisis Cerebral de Texas, la Asociación Canadiense para los Niños Retrasados, la junta ejecutiva de la Academia Estadounidense de Neurología, y la Academia Estadounidense de Medicina Física y Rehabilitación.
En 2006, en un estudio retrospectivo sobre 21 niños del IAHP y otros niños con impedimento visual cortical, se observó una mejoría significativa tras la aplicación del programa; el estudio no tenía grupo de control y no ha sido replicado.
Kathleen Ann Quill, en su libro Teaching children with autism: what parents want (‘enseñanza a niños con autismo: lo que los padres quieren’), dice que «miles de familias han perdido tiempo y dinero por seguir los métodos de Doman», y continúa diciendo que «los profesionales no tienen nada que aprender de los tratamientos pseudocientíficos de Doman, pero tienen mucho que aprender de su estrategia de marketing» dirigida a las esperanzas y fantasías de los padres.
Martha Farrell Erickson y Karen Marie Kurz-Riemer hablan de la Intervención Temprana con niños pequeños normales en su libro Infants Toddlers and Families (‘los infantes, los niños y las familias’).
Afirman, que Doman se aprovecha de los deseos de los integrantes de la generación del baby boom (la explosión demográfica estadounidense durante la postguerra) de maximizar el potencial intelectual de sus hijos y alienta a los padres a empujar a sus hijos a desarrollar su máximo potencial intelectual. Sin embargo, sus programas «se basan en datos de investigación débil o inexistente» y «la mayoría de los expertos en desarrollo infantil describen muchos aspectos del programa como inútiles y puede que incluso perjudiciales».
Martin Robards también cita las críticas generalizadas en su libro Running a team for disabled children and their families (‘gestionar un equipo para niños discapacitados y sus familias’), pero admite que Doman y Delacato, han provocado que pediatras y terapeutas reconozcan que se necesitan programas de intervención temprana.
Steven Novella, profesor adjunto de neurología en la Escuela de Medicina de la Universidad de Yale, criticó la técnica de la siguiente manera:

La técnica «patterning» de Doman-Delacato se basa en una teoría sin valor y descartada que falló cuando se probó en condiciones controladas. Su promoción con afirmaciones infundadas puede causar daños económicos y emocionales importantes. Tales afirmaciones pueden infundir falsas esperanzas en muchas personas que ya están atormentadas por la culpa y la depresión, que los preparan para una nueva decepción, culpa y sentimientos de insuficiencia. El proceso también puede hacer que desperdicien su tiempo, energía, estabilidad emocional y dinero. Estos recursos pueden ser alejados de sus hijos. También puede distraer a los padres de hacer frente a la situación, de otras formas prácticas para hacer frente, y de hacer frente como una familia a la realidad de tener un niño con una lesión cerebral o un retraso mental. A los padres se les anima, en realidad, a permanecer en un estado de negación, mientras siguen un tratamiento falso.
Steven Novella

## Partidarios famosos
Algunos individuos famosos han expresado su apoyo al IAHP:
El químico estadounidense Linus Pauling (1901-1994) presentó una charla sobre «Orthomolecular enhancement of human development» (‘mejora ortomolecular del desarrollo humano’) en 1978, en una conferencia sobre desarrollo neurológico humano copatrocinada por el IAHP. En su discurso de apertura, alabó a sus anfitriones: «Admiro mucho la labor que se ha hecho en estos institutos. Sé que se hace especial hincapié en una buena nutrición para las personas que acuden a los institutos y que se les da grandes dosis de vitamina C».
El antropólogo australiano Raymond Dart (1893-1988, descubridor del Australopithecus africanus) pasó los últimos 20 años de su vida dividiendo su tiempo entre Sudáfrica y el IAHP. Dart apoyó la premisa «la ontogenia recapitula la filogenia» que está detrás de la labor del IAHP. Dart declaró que «el desarrollo del individuo es, en realidad, una recapitulación de la evolución de la especie».
La actriz y cantante estadounidense Liza Minnelli (1946-) estuvo en el consejo de administración del IAHP durante algún tiempo y apareció en su publicidad.
El actor y cantante madrileño Bertín Osborne (1953-), debido al nacimiento de uno de sus hijos en 2007 con daño cerebral[cita requerida], ha adoptado[cita requerida] el método promovido en España por el Instituto Fay, que se basa muy directamente en las ideas de Temple Fay y Glenn Doman.